# Schmidt Glacier (glaciär i Antarktis)
Schmidt Glacier är en glaciär i Antarktis. Den ligger i Västantarktis. Chile gör anspråk på området. Schmidt Glacier ligger 784 meter över havet.
Terrängen runt Schmidt Glacier är huvudsakligen kuperad, men den allra närmaste omgivningen är platt. Trakten är obefolkad. Det finns inga samhällen i närheten.